# Savo-Dialekte

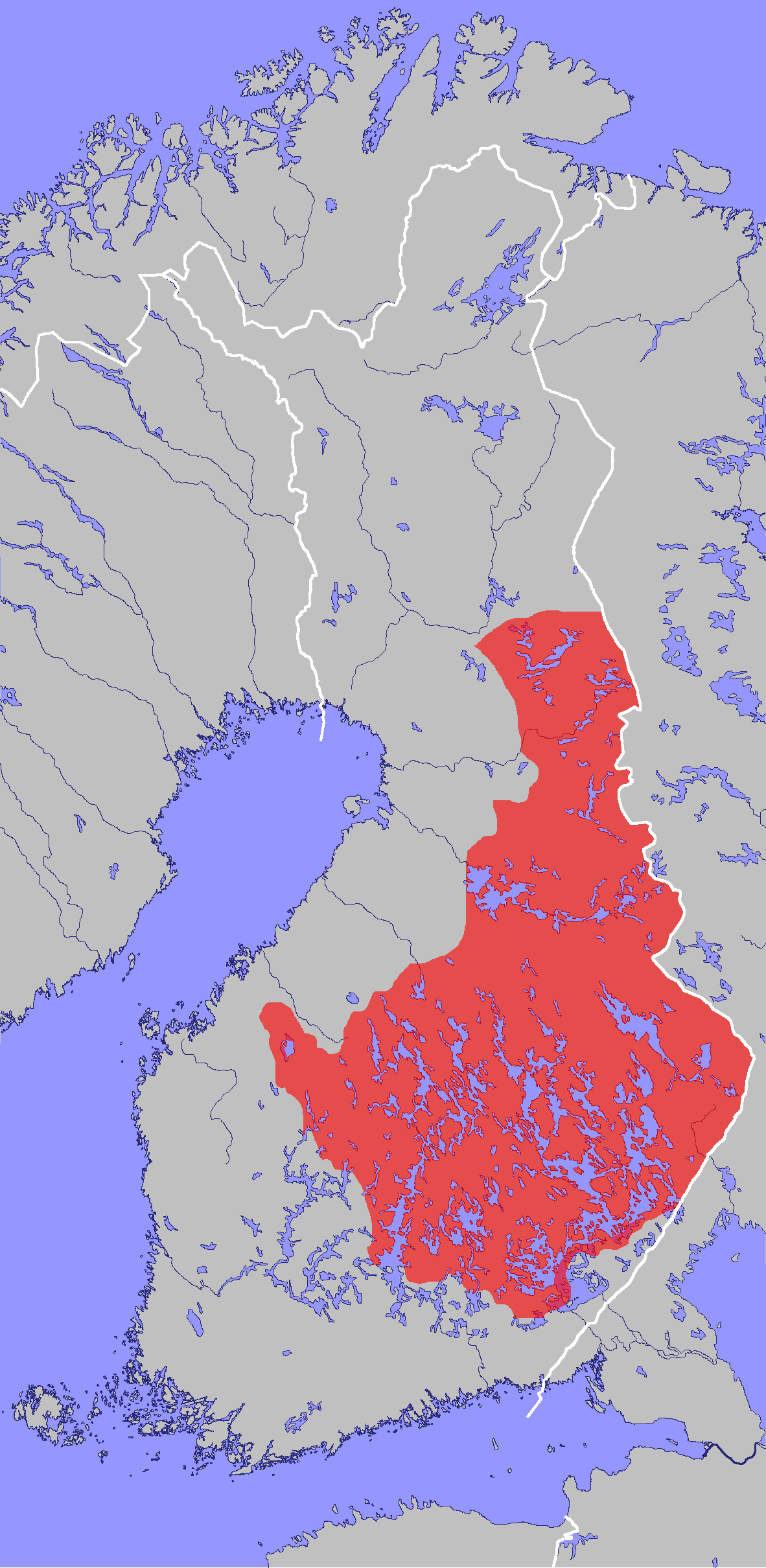
Verbreitungsgebiet der Savo-Dialekte

Die Savo-Dialekte (finn. savolaismurteet) sind eine Gruppe von Dialekten der finnischen Sprache. Zusammen mit den südostfinnischen Dialekten bilden sie die Gruppe der ostfinnischen Dialekte.
Die Savo-Dialekte sind in einem großen Teil Ostfinnlands verbreitet. Außer in der eigentlichen Region Savo umfasst ihr Verbreitungsgebiet Nordkarelien, Kainuu, Koillismaa, Mittelfinnland, Nord- und Osthäme und den Osten Südösterbottens. Die weite Verbreitung der Savo-Dialekte ist vor allem der Besiedlung weiter bis dahin unbewohnter Gebiete durch Schwendbauern aus Savo ab dem 16. Jahrhundert geschuldet. Auch die Waldfinnen im schwedischen Värmland sprachen einen Savo-Dialekt.
Die Savo-Dialekte gliedern sich in folgende Untergruppen:
- Kern-Savo-Dialekte (von nördlich von Iisalmi bis Mikkeli)
- Ost-Savo-Dialekte (Nordkarelien)
- West-Savo-Dialekte (Nord- und Osthäme)
- Kainuu-Dialekt (Kainuu, Koillismaa)
- Mittelfinnland-dialekt (Mittelfinnland).

## Sprachliche Merkmale
Die Unterschiede zwischen den Savo-Dialekten und der finnischen Standardsprache sind hauptsächlich phonologischer Natur. Dabei sind die Savo-Dialekte untereinander keineswegs einheitlich. Die wichtigsten Merkmale der Savo-Dialekte sind:
Phonologie
- Die wichtigste Isoglosse zwischen west- und ostfinnischen Dialekten ist die Entsprechung von schriftsprachlichem d. Wie in allen ostfinnischen Dialekten ist dieser Laut in den Savo-Dialekten ausgefallen oder je nach umliegenden Lauten durch einen Gleitlaut v, j oder h ersetzt worden (tehä statt tehdä „machen“).
- Schriftsprachlichem ts entspricht in den meisten Savo-Dialekten ht (mehtä statt metsä „Wald“). Die verschiedenen Savo-Dialekte weichen untereinander in Bezug auf den Stufenwechsel dieses Lautes ab (mehtän, metän oder mehän statt metsän „des Waldes“). Nur in den südlichen Savo-Dialekten findet sich ss an Stelle des schriftsprachlichen ts (messä).
- Einfache Konsonanten werden zwischen betontem Kurz- und unbetontem Langvokal geminiert (tullee oder tulloo statt tulee „(er/sie/es) kommt“).
- Verbindungen von l, h und n mit einem anderen Konsonanten werden durch Einfügung eines Vokals aufgelöst (silimä, vanaha statt silmä „Auge“, vanha „alt“).
- Die Diphthonge ai und au werden zu ae und ao geöffnet (aeka, laolaa statt aika „Zeit“, laulaa „singen“).
- Vor ein Schriftsprachliches aa wird ein u oder o eingefügt bzw. vor ein ää ein i oder e (mua oder moa statt maa „Erde“, piä oder peä statt pää „Kopf“, kualikiäryle statt kaalikääryle „Kohlroulade“).
- Auslautendes i fällt aus, wirkt aber durch Palatalisierung des vorangehenden Konsonanten nach (vesj [vɛsʲ] statt vesi „Wasser“).
- Die Konsonantengruppen rk und lk zeigen Abweichungen im Stufenwechsel (jälki – jälen statt jälki – jäljen „die Spur – der Spur“).

Formenlehre
- Die dritte Person Singular hat die Personalendung -pi oder -p (syöpi oder syöp statt syö „(er/sie/es) isst“).
- Abweichende Personalendung in der zweiten Person Plural (työ antoja statt te annoitte „ihr gabt“).
- Abweichende Imperativendung (antoa, antoaten oder antooten statt antakaa „gebt“).